# Dar el Kebdani
Dar el Kebdani of Kebdani (Berbers: ⴷⴰⵔ ⴽⴻⴱⴷⴰⵏⵉ) is een stad en gemeente gelegen in het Rifgebergte in het noordoosten van Marokko. Het maakt onderdeel uit van de provincie Driouch en de regio Oriental. De inwoners van Kebdani behoren tot de Ait Said. 